# Voo SAETA 232
O voo SAETA 232 foi uma rota aérea regular entre Quito e Cuenca, no Equador, operada pela empresa aérea SAETA. Em 15 de agosto de 1976, o voo desapareceu. O Vickers Viscount 785D transportava 55 passageiros e 4 tripulantes.
Pesquisas na possível área de do acidente não produziram resultados. Um acidente no meio da rota no estratovulcão Chimborazo foi considerado o mais provável, embora alguns especulassem um sequestro de guerrilha.
O avião foi encontrado a 5 310 metros de altitude em outubro de 2002 por dois membros do clube de montanhismo Nuevos Horizontes, Pablo Chiquiza e Flavio Armas, enquanto explorava uma nova rota para o cume de Chimborazo através da geleira Garcia Moreno. No entanto, não informaram imediatamente. A descoberta não foi confirmada até fevereiro de 2003, quando uma equipe contratada pela emissora de televisão Teleamazonas subiu para filmar um vídeo dos destroços e encontrou restos mortais humanos, jornais do dia em que o avião desapareceu e cartões de identificação de passageiros conhecidos.